# Charmille du Haut-Marais

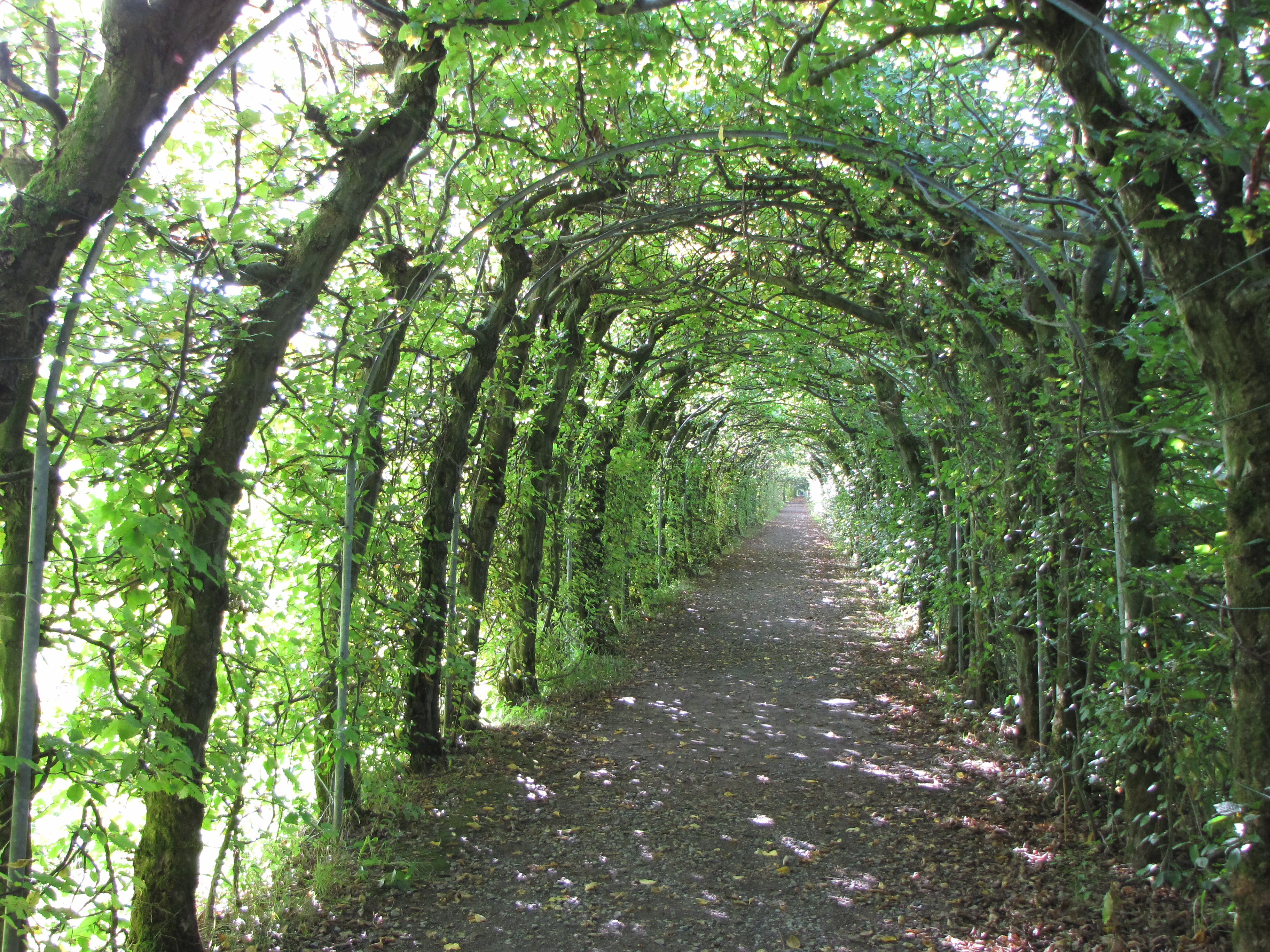
La Charmille du Haut-Marais à La Reid

La Charmille du Haut-Marais ou Charmille du Haut-Maret est un site classé de la commune belge de Theux en province de Liège.

## Situation
Elle se trouve à proximité des hameaux de Hautregard et Vertbuisson, entre La Reid et Remouchamps et non loin des sources du Ninglinspo.

## Description
Propriété de la province de Liège, cette charmille, longue de 573 m en ligne droite, constitue l'une des plus longues promenades de ce type en Europe. Planté pour sa majeure partie en 1885 par J.R Nys, propriétaire du domaine, ce véritable tunnel végétal se compose de 4 700 plants de charmes (dont près de 70% sont centenaires) plantés en double alignement et méticuleusement conduits pour former un berceau. Ce site classé en 1979,, restauré avant 1985,, est un lieu de promenade. La charmille a été restaurée et est entretenue par les élèves du Centre provincial d’enseignement agronomique de La Reid.